# Ordre de la Générosité
L'Ordre de la Générosité è un ordine cavalleresco creato nell'ambito del principato elettorale del Brandeburgo, poi passato nel Regno di Prussia

## Storia
Esso venne fondato nel 1667 dall'allora novenne principe ereditario Federico del Brandeburgo, poi Federico I di Prussia. È noto anche in tedesco come Ordem für Edelmut ("alla Generosità") o come Gnadenkreuz (letteralmente "croce di grazia"). 
Pur non avendo un proprio statuto o una propria costituzione, sin dalle origini i membri di quest'ordine avrebbero dovuto vivere "in pace e con generosità la vita". Sotto Federico Guglielmo I di Prussia l'Ordine venne concesso a quanti avevano prestato un servizio personale al sovrano prussiano, ed in particolare a quanti si erano preposti per la recluta dei "Giganti di Potsdam". Era l'onorificenza immediatamente più importante dopo l'Ordine dell'Aquila nera. Nel giugno del 1740, subito dopo la sua ascesa al trono, Federico il Grande riprese il formato, la forma e i colori della decorazione per costituire una nuova onorificenze, il suo Ordine Pour le Mérite, anche se l’Ordre de la Générosité continuò ad essere sporadicamente concesso sino al 1791.

## Insegne
La medaglia dell'ordine consisteva in origine in una croce di Malta d'oro avente al proprio centro una pietra preziosa. Nella seconda versione della medaglia, l'Ordine venne impreziosito mantenendo la forma della croce di Malta, smaltandola però di azzurro con la scritta sulle braccia stesse della croce del motto francese "GENEROSITE'" in oro, sormontato dal tocco da principe elettore del Brandeburgo e decorato tra le braccia da piccole aquile d'oro del Brandeburgo.
La medaglia era sostenuta al nastro tramite un anello d'oro.
Il nastro era nero.

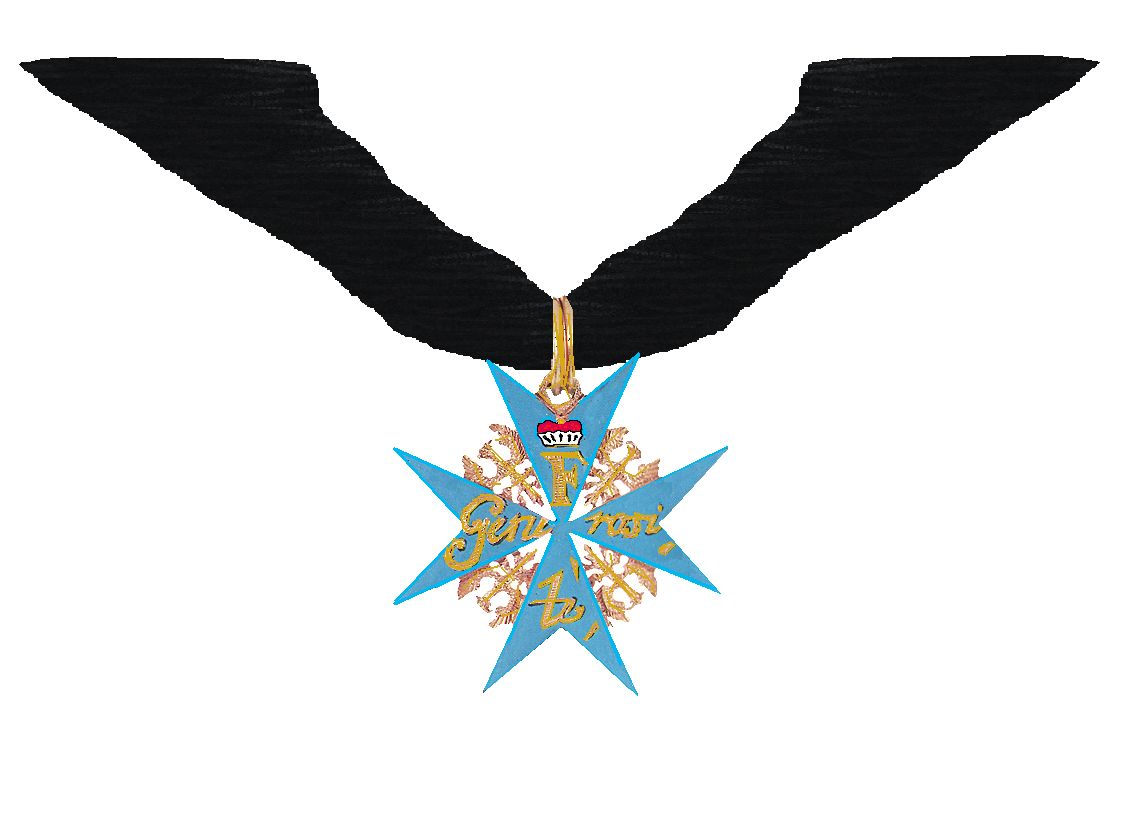
La seconda versione dell'insegna dell'Ordine
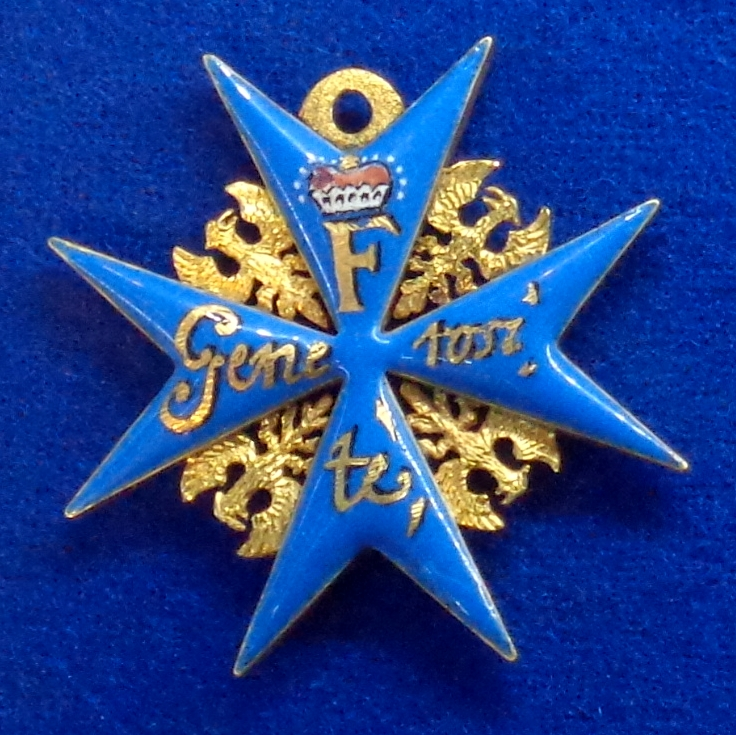
L'insegna dell'Ordine